# Gare d'Onoz-Spy
La gare d'Onoz-Spy est une ancienne gare ferroviaire belge de la ligne 144, de Gembloux à Jemeppe-sur-Sambre, située à proximité des villages d'Onoz et de Spy, deux sections de la commune de Jemeppe-sur-Sambre dans la province de Namur en région wallonne. Avant 1977, Onoz et Spy étaient deux communes distinctes et la frontière entre les deux communes traversait le site de la gare.
Elle est mise en service en 1877 par l'administration des chemins de fer de l'État belge et ferme en 1993.

## Situation ferroviaire
Établie à 101 m d'altitude, la gare d'Onoz-Spy était située au point kilométrique (PK) 10,40 de la ligne 144, de Gembloux à Jemeppe-sur-Sambre, entre la gare ouverte de Mazy et la halte, fermée, de Jemeppe-Froidmont.

## Histoire
La station d’Onoz est mise en service, le 5 mars 1877 par l'administration des chemins de fer de l'État belge qui met en service la ligne de Gembloux à Jemeppe-sur-Sambre, alors réservée aux marchandises. Un agrandissement du bâtiment des recettes a lieu en 1895.
Située dans la vallée de l'Orneau, elle se trouve à proximité des villages d'Onoz et de Spy, à la lisière entre ces deux communes. Elle prend le nom d’Onoz-Spy le 1er avril 1877, date de la création des premières dessertes voyageurs sur la ligne qui ne comporte alors que deux arrêts intermédiaires : les stations de Mazy et Onoz-Spy.
À partir du 15 octobre 1893, la gare offre une correspondance avec la ligne de tramway 539/1 Namur - Onoz, puis la ligne de tramway 539/2 Onoz - Fleurus à compter du 1er août 1898. Ces deux lignes de la Société nationale des chemins de fer vicinaux (SNCV) ont respectivement été électrifiées en 1937 et 1953 mais la desserte d'Onoz prend fin le 1er janvier 1959. Le dépôt d'Onoz a été reconverti et abrite désormais les bus TEC, l'ancienne gare vicinale servant de bâtiment administratif.
Doté d'une aile de 4 (puis 5) travées disposée à gauche du corps de logis, le bâtiment des recettes appartient au plan type 1873 des Chemins de fer de l'État belge, semblable aux stations d'origine des lignes 150, 165 et 166 dont la construction a été déclenchée simultanément. Plus rien ne subsiste de ce bâtiment.
La fermeture d'Onoz-Spy, devenue un point d'arrêt sans personnel, est envisagée en 1987 et devient effective le 26 septembre 1993.
La seconde voie de la ligne 144 est démontée en 2016.

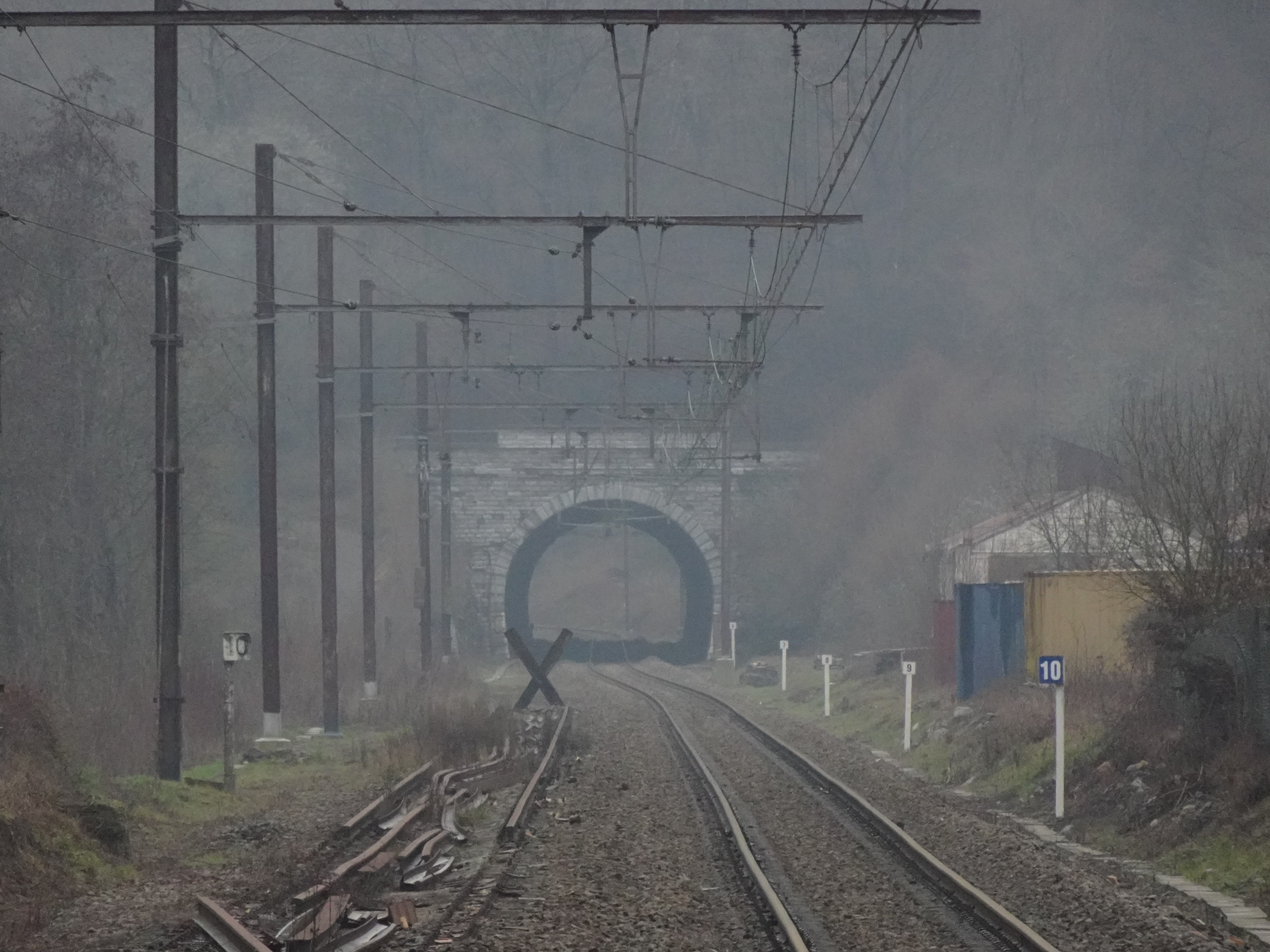
Ligne 144, ramenée à voie unique, vue depuis le passage à niveau.
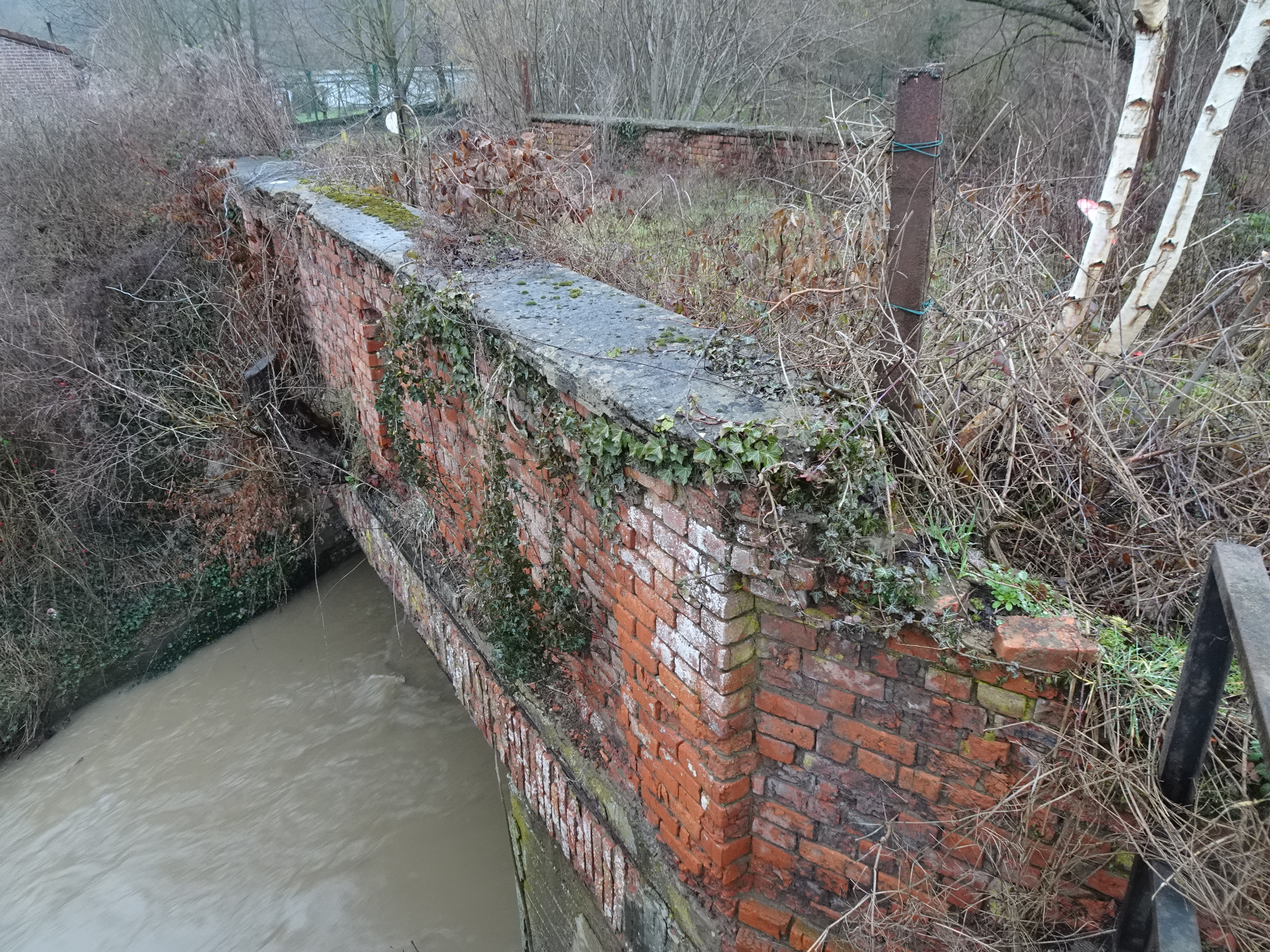
Pont sur l'Orneau de la ligne de tramway vers Fleurus.